# 矮醋栗
矮醋栗（学名：Ribes humile），为虎耳草科茶藨子属下的一个植物种。